# ジョセフ・ミクルスウェイト (初代ミクルスウェイト子爵)
初代ミクルスウェイト子爵ジョセフ・ミクルスウェイト（英語: Joseph Micklethwaite, 1st Viscount Micklethwaite、1680年頃 – 1734年1月16日）は、グレートブリテン王国の政治家、アイルランド貴族。

## 生涯
ジョセフ・ミクルスウェイト（Joseph Micklethwait）とコンスタンティン・ミドルトン（Constantine Middleton、庶民院議員トマス・ミドルトンの娘）の次男として、1680年頃に生まれた。
第3代シャフツベリ伯爵アントニー・アシュリー＝クーパーの部下としてオランダで働いた後、1709年に第2代準男爵サー・ジョン・クロプリーの紹介状を得て在スペインイギリス特命公使のジェームズ・スタンホープの秘書として働き、スタンホープが帰国した後もその部下として働いた。
1718年3月18日、兄トマスが陸軍支払副官（Lieutenant Genearl of the Ordnance）に就任したため、議員を一旦辞任して補欠選挙が行われることとなったが、トマスは補欠選挙が行われる前の3月28日に死去、ジョセフは同日に兄の遺産を継承した後、翌日の補欠選挙で当選してアランデル選挙区の議員になった。議会では与党の一員として投票し、1724年8月14日にアイルランド貴族であるクイーンズ・カウンティにおけるポータリントンのミクルスウェイト男爵に叙された。
1727年にジョージ2世が即位すると、同年6月6日にアイルランド貴族であるロングフォードのミクルスウェイト子爵に叙された。1727年イギリス総選挙ではキングストン＝アポン＝ハル選挙区に鞍替えして再選した。
1734年1月16日に生涯未婚のまま死去、26日に埋葬された。爵位は全て廃絶、遺産は愛人であるアン・ユーア（Anne Ewer、1738年没、第3代シャフツベリ伯爵の姉妹にあたる）が継承、アンの死後は遺産がシャフツベリ家に渡った。